# Brünner Straße (Wien)
Die Brünner Straße ist eine Ausfallstraße im 21. Wiener Gemeindebezirk Floridsdorf. Sie verbindet die Bezirksteile Floridsdorf, Großjedlersdorf und Stammersdorf. Als Wiener Teil der Brünner Straße B7 führt sie weiter ins nördliche Niederösterreich bis an die österreichische Staatsgrenze bei Drasenhofen.

## Geschichte
Seit dem Mittelalter verlief die sogenannte „Schlesische Straße“ als wichtiger Handelsweg von Polen und Mähren nach Wien zur Überquerung der Donau. Im 18. Jahrhundert genügte dieser Verkehrsweg nicht mehr den Erfordernissen. 1722 ordnete Kaiser Karl VI. den Bau von fünf Fernstraßen an, die alle Teile des Reichs mit Wien verbinden sollten. Statt der verschiedenen Pfade und Wege ließ er befestigte Trassen anlegen, die oft völlig gerade durch die Landschaft gezogen waren. Eine dieser Straßen war die Reichsstraße nach Brünn, die bis 1736 angelegt wurde.

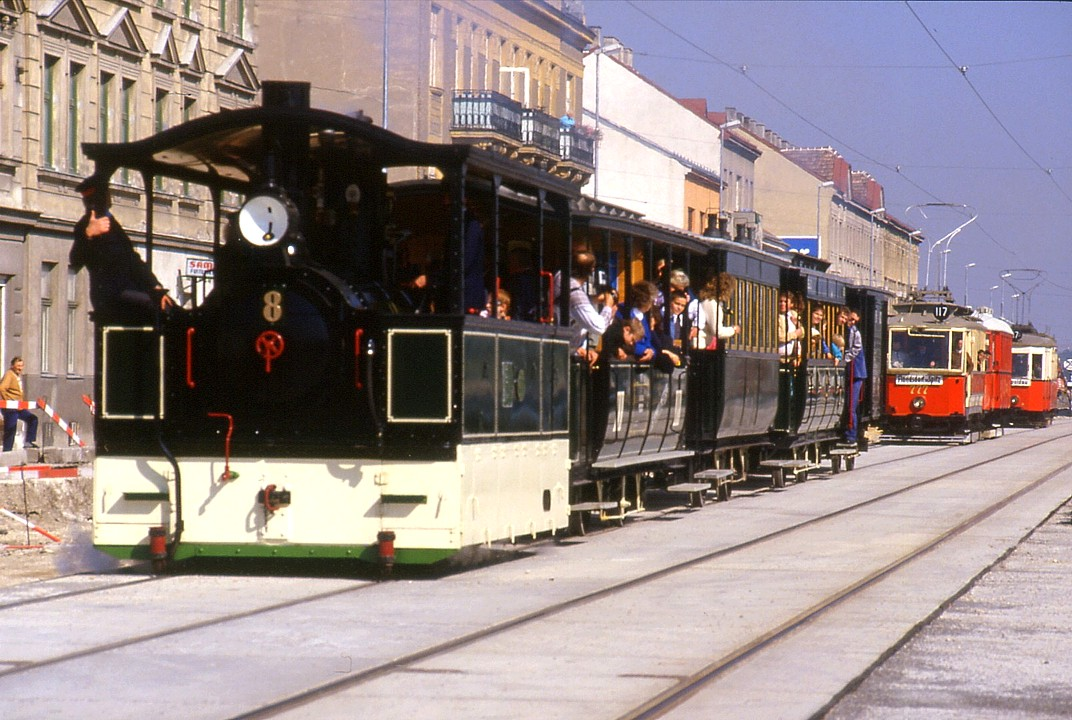
Historischer Dampftramway-Zug (1986)

Am 7. Juni 1886 eröffnete die Dampftramway-Gesellschaft vormals Krauss & Comp. eine Dampftramwaystrecke vom Donaukanal nach Floridsdorf und von dort entlang der Brünner Straße nach Stammersdorf. Diese wurde 1903 als Lokalbahn nach Auersthal und im August 1909 bis Groß-Schweinbarth verlängert.
Zum 1. Jänner 1907 erwarb die Gemeinde Wien – Städtische Straßenbahnen die Geschäftsanteile der Fa. Krauss & Comp. Sie elektrifizierte die Strecke bis Stammersdorf und betrieb sie ab 1911 als elektrische Straßenbahn; dabei kam erstmals das auch heute noch benützte Liniensignal 31 in Verwendung (später auch in den Kombinationen 231 und 331). Der Eisenbahnbetrieb ins Weinviertel wurde abgetrennt und begann fortan als Stammersdorfer Lokalbahn in Stammersdorf.
Am Südrand von Stammersdorf errichtete die Deutsche Wehrmacht 1939/40 eine Artilleriekaserne, die in weiterer Folge als Lazarett Verwendung fand. Während der Besatzungszeit nutzte die Rote Armee die Kaserne ebenfalls als Militärspital. Nach 1955 übernahm das Österreichische Bundesheer die Anlagen und baute sie 1960–1964 zum Heeresspital aus.
Ab 1872 kreuzte die Nordwestbahn die Brünner Straße; eine Haltestelle wurde hier aber erst 1969 eröffnet. 1916 kam 200 Meter entfernt die Brücke der Floridsdorfer Hochbahn hinzu. In diesem Bereich entstanden Werkstätten der ÖNWB sowie 1870/71 die Lokomotivfabrik Floridsdorf, die bis 1969 (zuletzt als Teilbetrieb von Simmering-Graz-Pauker) bestand.

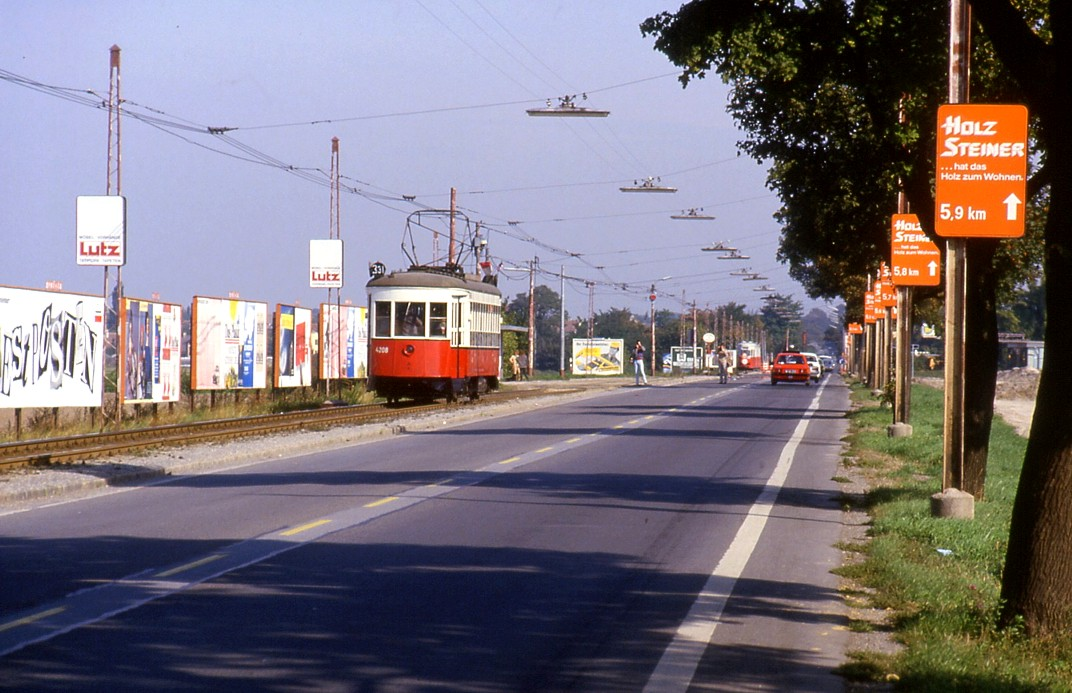
Zwischen Großjedlersdorf und Stammersdorf 1986, mit historischer Straßenbahn („Amerikaner“, Type Z)

 Noch in den 1980er Jahren verlief die Brünner Straße ab Großjedlersdorf als Landstraße durch unverbautes Gebiet, die Straßenbahn fuhr daneben eingleisig auf eigenem Gleiskörper. Erst in den 90er Jahren wurde auch dieser Abschnitt mit Wohnbauten in großem Stil verbaut, Straße und Straßenbahntrasse wurden ausgebaut. 1992 ging der Marchfeldkanal in Betrieb, welchen die Brünner Straße auf einer Brücke überquert.
Auf ehemals von den ÖBB genutzten Flächen wurde ab 2010 das Krankenhaus Klinik Floridsdorf errichtet, das im September 2019 den Vollbetrieb aufnahm. Im Zusammenhang damit wurde die S-Bahn-Haltestelle Brünner Straße näher zum Krankenhaus hin verlegt und ausgebaut.

## Beschreibung

### Verlauf und Charakteristik
Die Brünner Straße beginnt Am Spitz und verläuft von da an völlig gerade in nordnordöstlicher Richtung. Ihr Beginn liegt im Ortsteil und der Katastralgemeinde Floridsdorf. Bei der Weisselgasse bzw. Angerer Straße erreicht sie Großjedlersdorf erst mit der Katastralgemeinde Großjedlersdorf II, dann ab kurz nördlich von Lundenburger Straße und Shuttleworthstraße Großjedlersdorf I. Ab der Brücke über den Marchfeldkanal beginnt Ortsteil und Katastralgemeinde Stammersdorf.
Ab Stammersdorf steigt die Straße zum sogenannten Rendezvousberg (benannt nach der 1874 errichteten Poststation, an der es 1805 zu einem Treffen zwischen Napoleon Bonaparte und Erzherzog Carl kam) auf einem Ausläufer des Bisamberges an. Hier macht sie eine leichte Rechtskurve und erreicht nach etwa 800 Metern die Wiener Stadtgrenze am Beginn der Siedlung Föhrenhain in der Gemeinde Gerasdorf.
Am Beginn der Straße besteht geschlossene gemischte Verbauung durch teilweise stark veränderte ein- bis zweigeschoßige Vorstadthäuser aus der ersten Hälfte des 19. Jahrhunderts, gefolgt von viergeschoßigen Zinshäusern vom Anfang des 20. Jahrhunderts. An der rechten Seite liegen große Gemeindebauten, zunächst der Conrad-Lötsch-Hof vom Anfang der 60er Jahre und anschließend der Schlingerhof aus der Zwischenkriegszeit. Dazwischen erstreckt sich der Floridsdorfer Markt („Schlingermarkt“). Gegenüber dem Conrad-Lötsch-Hof liegt an der linken Straßenseite der Paul-Hock-Park.
Nach der Kreuzung mit der Katsushikastraße (die eine Verbindung von der Nordbrücke A22 zu Leopoldauer Straße, Donaufelder Straße sowie zu Wagramer und Donaustadtstraße herstellt) ist die Straße von Gewerbeobjekten gesäumt. Es folgen die Brücken der Nordwestbahn sowie der Floridsdorfer Hochbahn, zwischen denen an der rechten Seite die Klinik Floridsdorf liegt. Links dagegen dominieren mehrgeschoßige Wohnhäuser in geschlossener Verbauung. Nördlich der Bahnbrücke säumen bis zur Lundenburger Straße (Abfahrt von der A22) bzw. Shuttleworthstraße erneut Gewerbeobjekte die Straße, in weiterer Folge wieder Wohnbauten aus verschiedenen Bauperioden, zur Kreuzung mit der Frauenstiftgasse/Siemensstraße hin vereinzelt auch eingeschoßige, im Kern vorörtliche Bauten. An der rechten Seite erstreckt sich die Kleingartenanlage Groß Jedlersdorf.
Nach der Kreuzung dominiert links das Gebäude der Volksschule, während in der rechts gelegenen Häuserzeile ein Gemeindebau aus der Zwischenkriegszeit eingeschlossen ist. Nach einem weiteren Gemeindebau der 60er Jahre folgt der Heinz-Nittel-Hof.
Nach gemischter Verbauung von Wohn- und Gewerbebauten sind beide Seiten geschlossen mit Wohnbauten vom Ende des 20. Jahrhunderts verbaut, bis auf einer Brücke der Marchfeldkanal überquert wird. Nach dem Kanal folgt auf der rechten Seite die Van-Swieten-Kaserne und anschließend erst lockere, dann zur Stammersdorfer Straße hin geschlossene Wohnverbauung, auf der linken Seite die Gebäude des ehemaligen Bahnhofs Stammersdorf.
Anschließend an die Kreuzung folgen noch bis zur Hochfeldstraße vor allem Wohnbauten, die an der linken Seite hinter die ehemalige Bahntrasse, die zu einem Radweg umgestaltet wurde, zurücktreten. Danach verläuft die Brünner Straße über (bis auf einzelne Objekte) unbebautes Gelände, bis das letzte Objekt (im Ensemble der ehemaligen Poststation Rendezvous) mit der Hausnummer 317 erreicht ist. Über freies Feld führt sie weiter bis zur Stadtgrenze an der Siedlung Föhrenhain der Gemeinde Gerasdorf bei Wien.

#### Adressen
(Denkmalgeschützte Objekte sind durch Fettdruck hervorgehoben.)
- Nr. 26–32: Gemeindebau Conrad-Lötsch-Hof (1961/62, Architekten Anton Valentin, Friedrich Punzmann, Ernst Schuster, Florian Omasta); im Hof Plastik Sitzende Frau mit kurzen Haaren von Peter Steyer, davor Kunststeinplastik Figurengruppe von Herbert Schwarz
- Nr. 34–38 (Identanschriften: Floridsdorfer Markt 1–8, Lottgasse 1–3): Gemeindebau Schlingerhof
- bei Nr. 35: Bildstock Trillerkreuz
- Nr. 68–70: Klinik Floridsdorf
- Nr. 130–134: Gemeindebau von 1924/25, Architekten Konstantin Peller, Adolf Stöckl und Karl Julius Stoik
- Nr. 139: Schulgebäude, 1906 errichtet vom Wiener Stadtbauamt
- Nr. 140 (Identanschriften: Ruthnergasse 89–91, Skraupstraße 24, Schwanngasse 11, Berzeliusgasse 14): Wohnhausanlage Heinz-Nittel-Hof (erbaut 1979–1983 nach Plänen von Harry Glück); im Gelände Pfarrkirche St. Markus und Bronzeplastik Katharina von Österreich von Gerda Fassel
- Nr. 219: Volkshochschule Neu-Stammersdorf (Standort der Volkshochschule Floridsdorf)
- Nr. 238: Van-Swieten-Kaserne
- gegenüber Nr. 238: Heizhaus Stammersdorf der ehemaligen Stammersdorfer Lokalbahn
- Nr. 239: Aufnahmegebäude des ehemaligen Bahnhofs Stammersdorf
- Nr. 315: ehemalige Poststation Rendezvous
- gegenüber Nr. 315: Bildsäule Schmerzensmann Brünner Straße

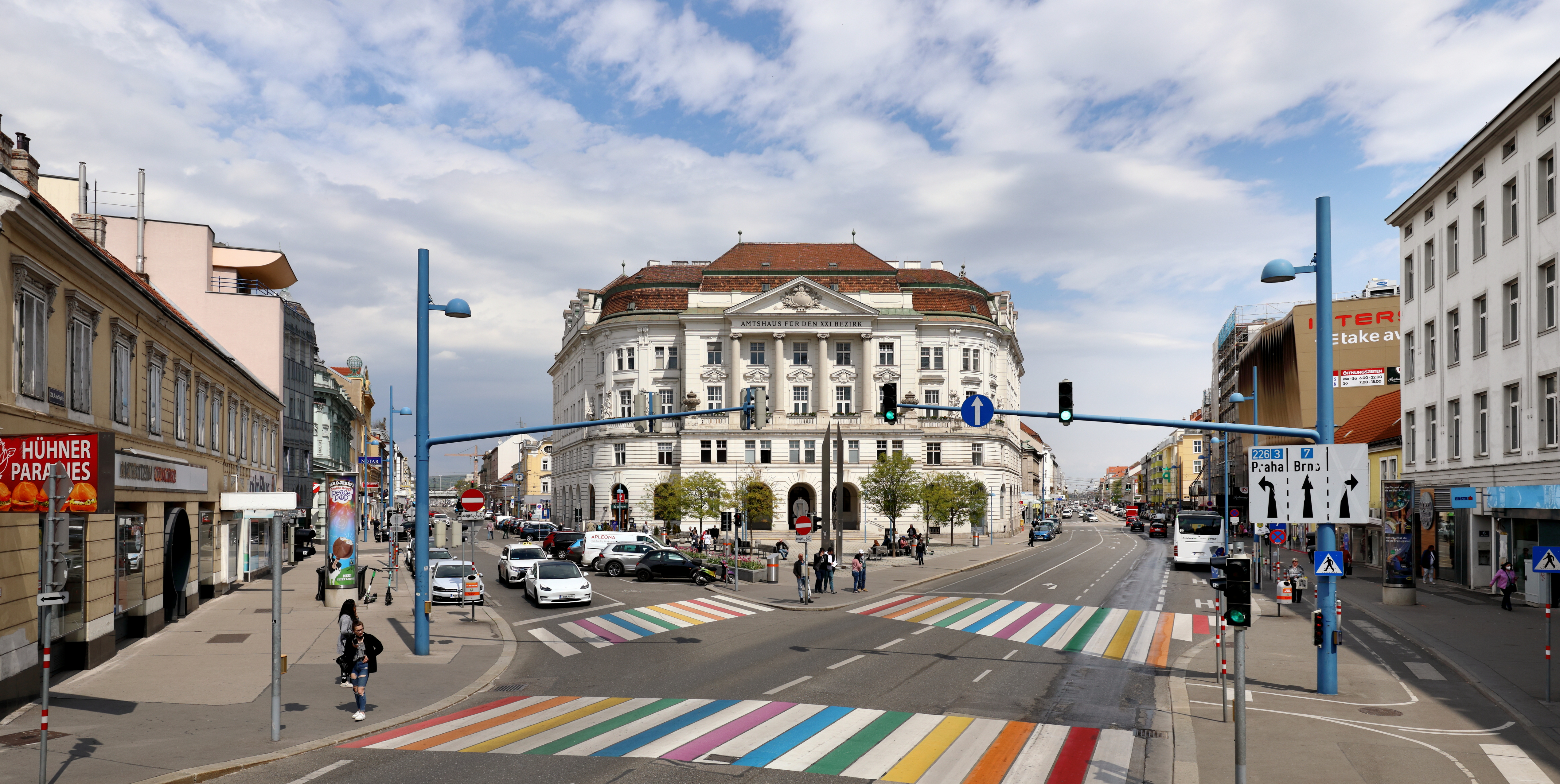
Beginn der Brünner Straße, im Bild rechts neben dem Bezirksamt
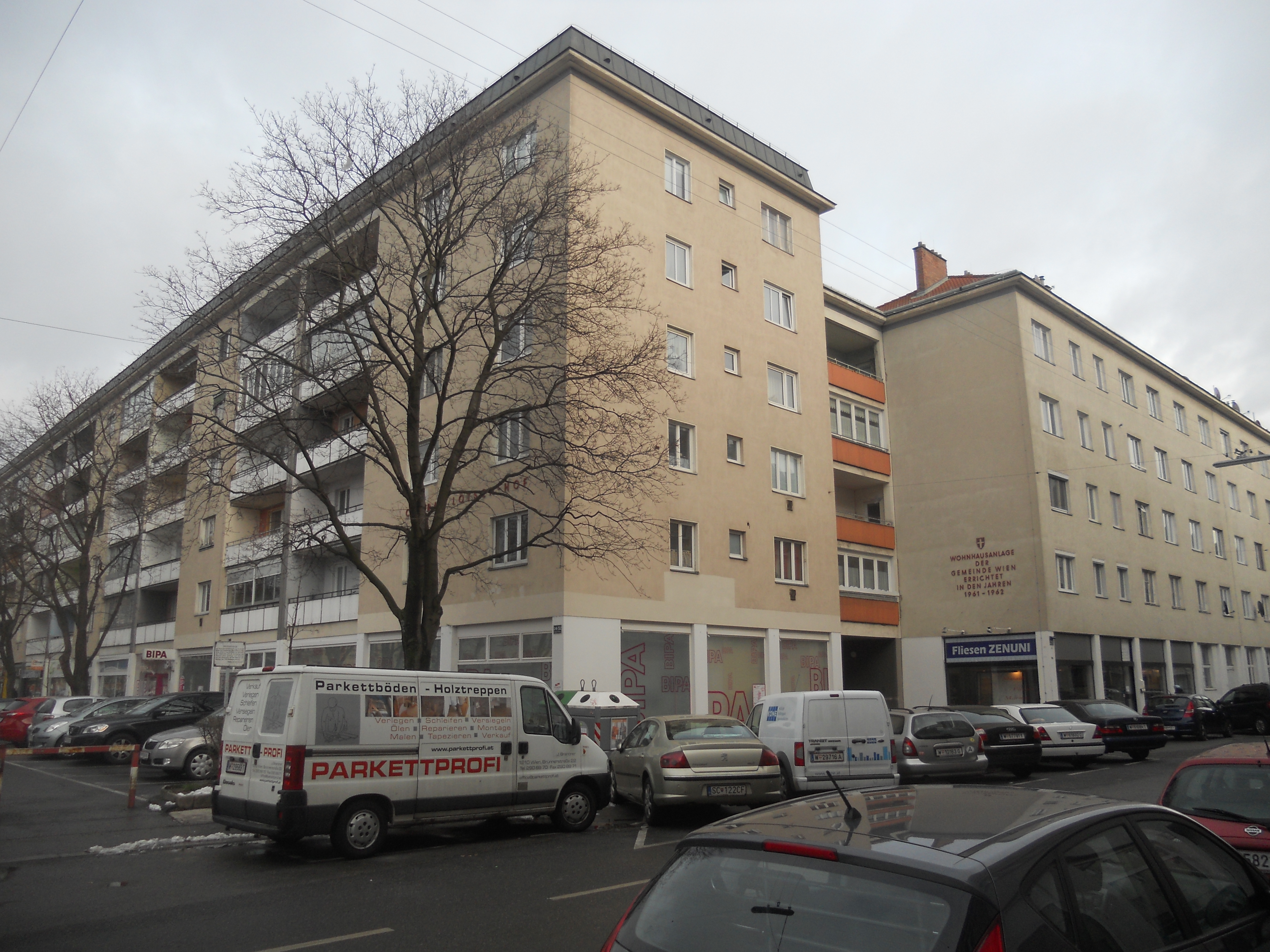
Nr. 26–32: Conrad-Lötsch-Hof
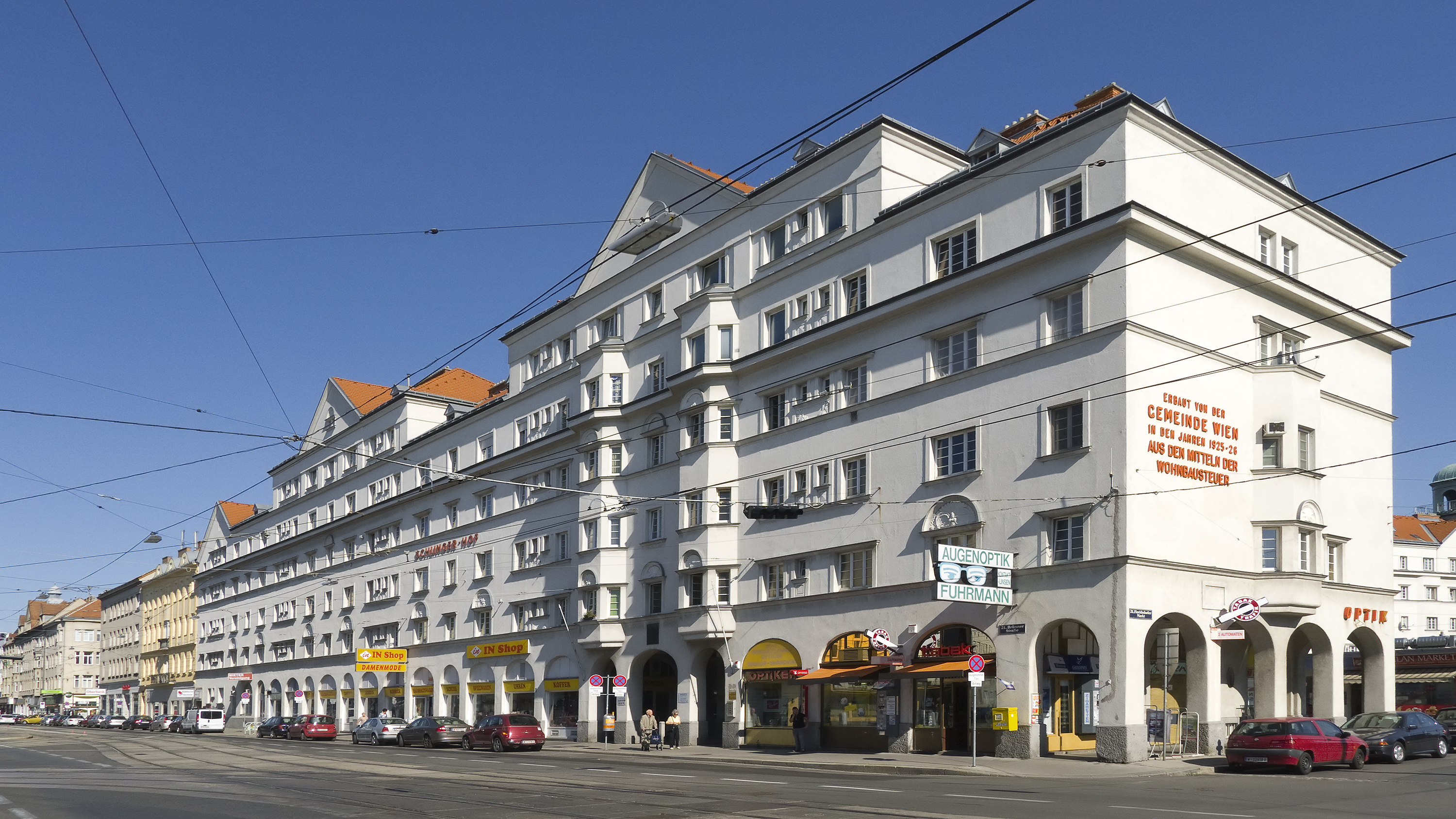
Nr. 34–38: Schlingerhof
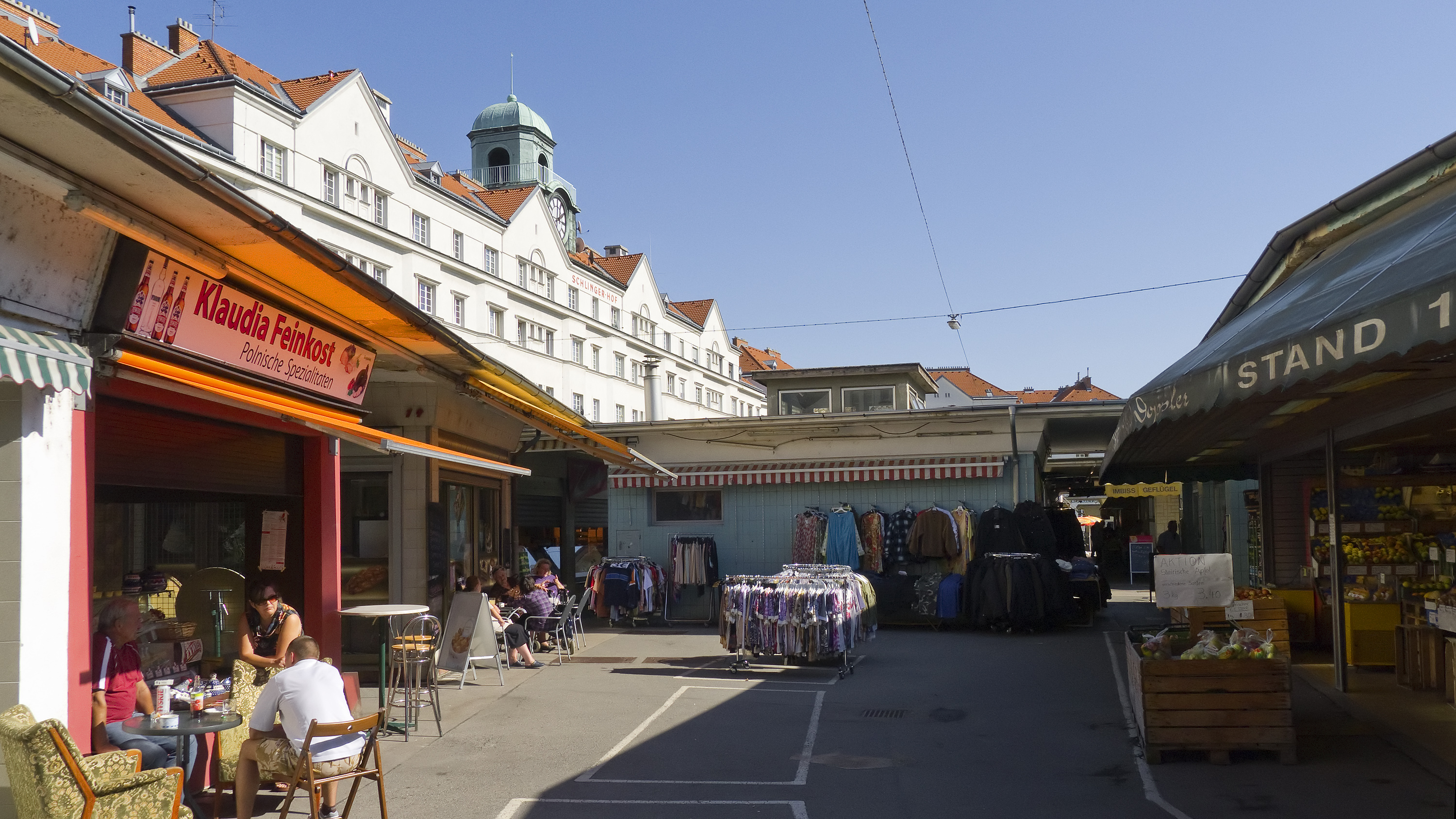
Floridsdorfer Markt vor dem Schlingerhof
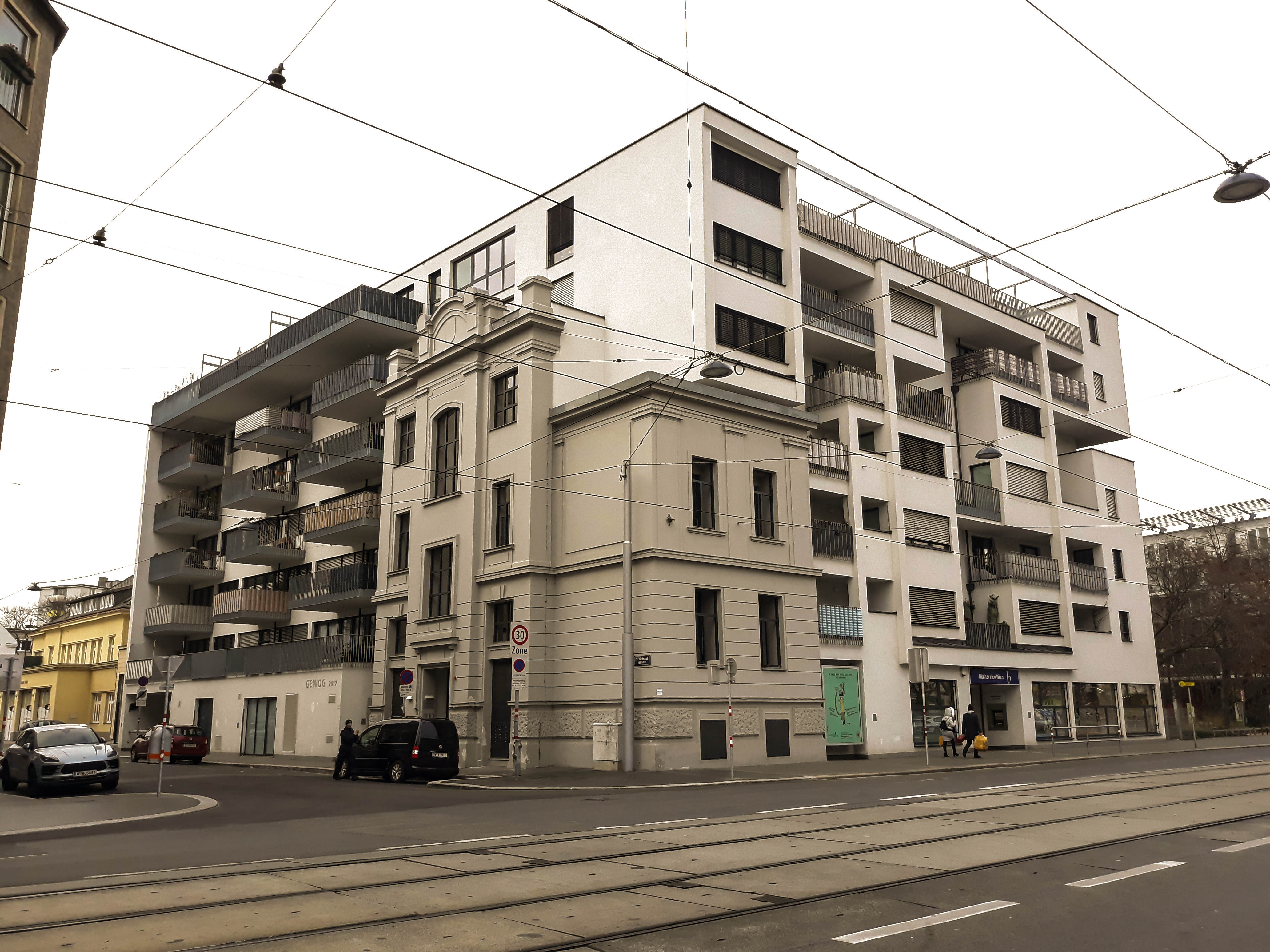
Nr. 27: Fassade des ehemaligen Weisselbades, integriert in einen Neubau (Wohnhaus und Bibliothek)
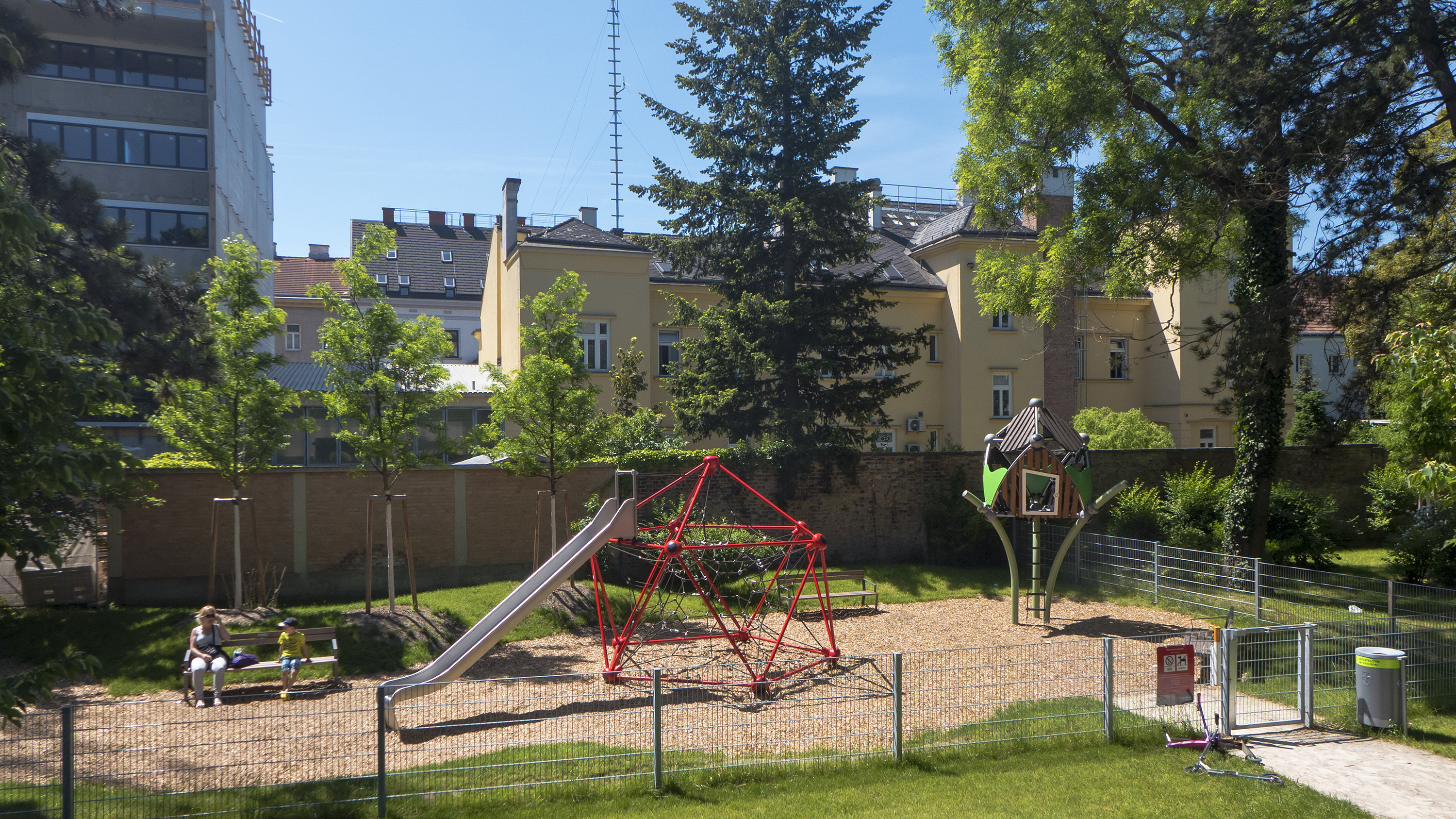
Nr. 29: Paul-Hock-Park
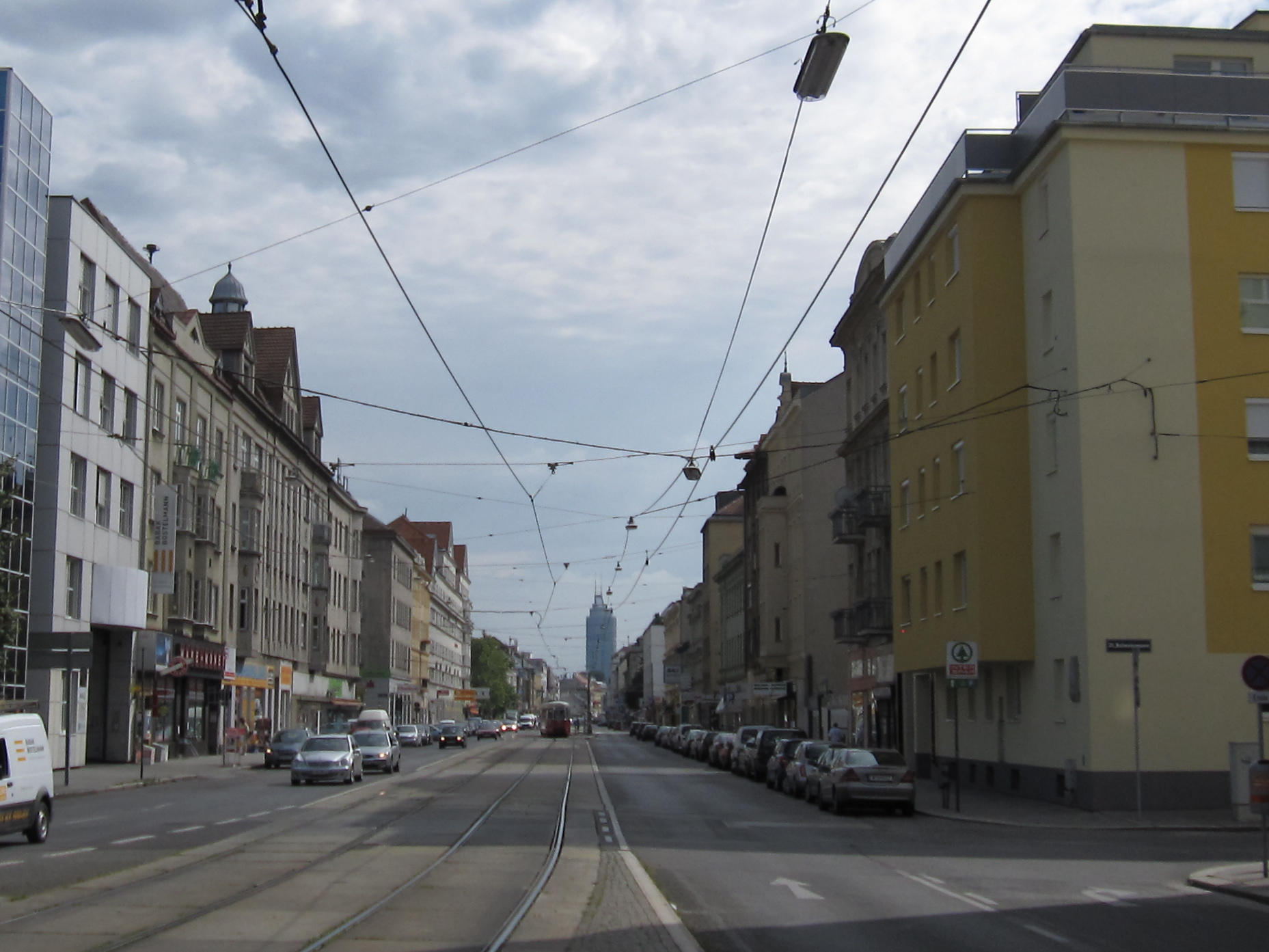
Bei der Katsushikastraße, Blickrichtung stadteinwärts
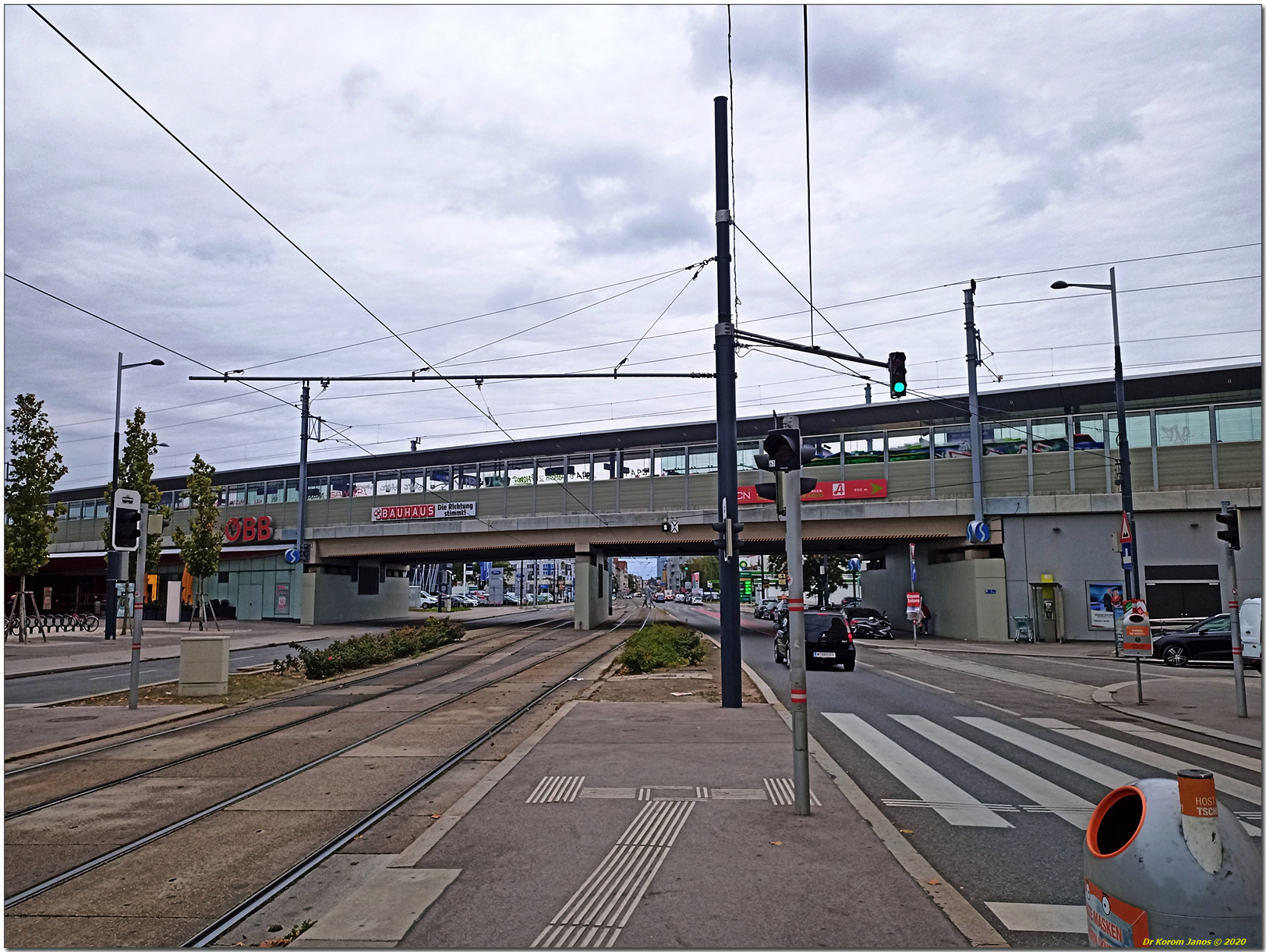
S-Bahn-Haltestelle Brünner Straße
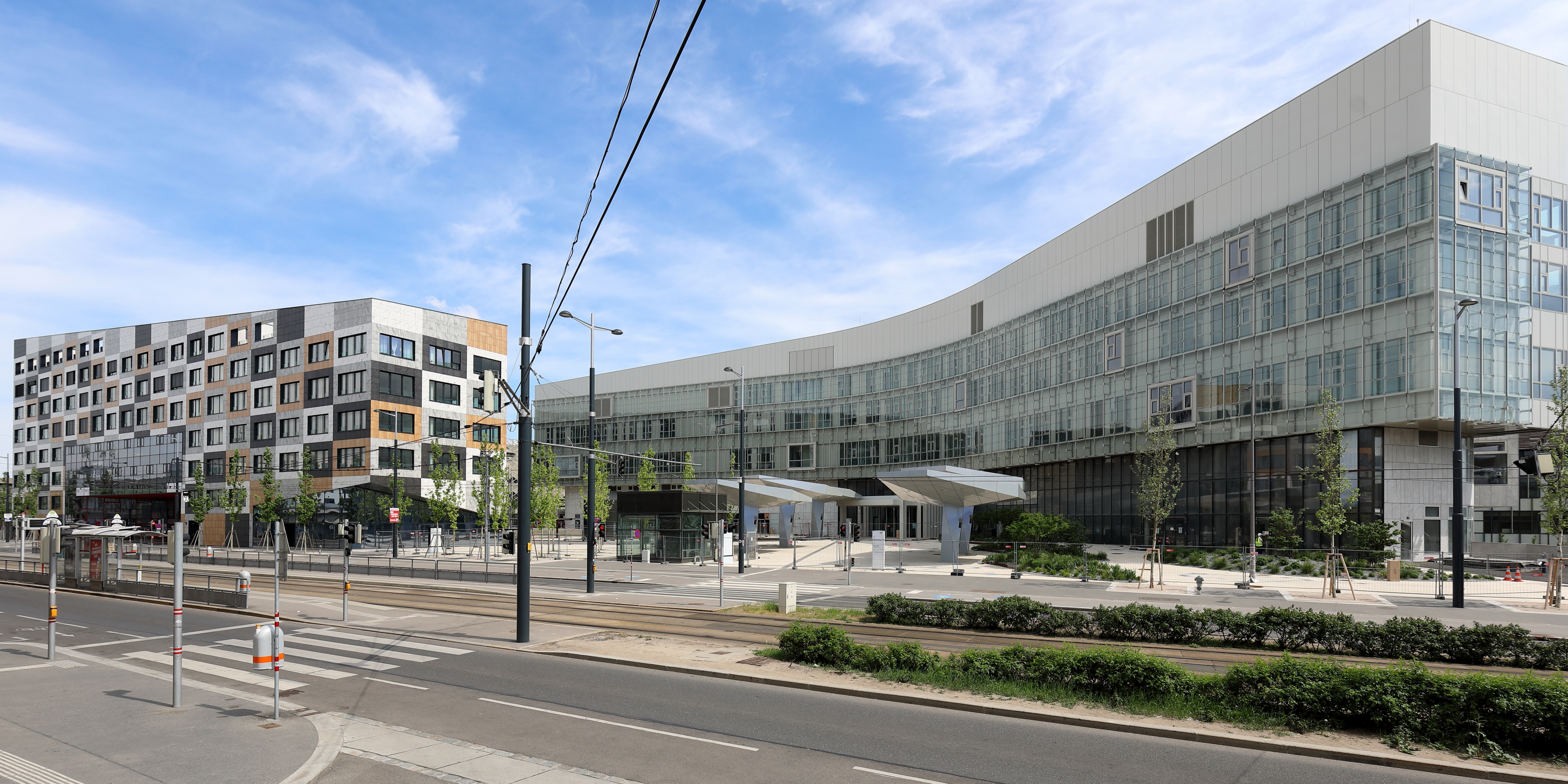
Nr. 68–70: Klinik Floridsdorf
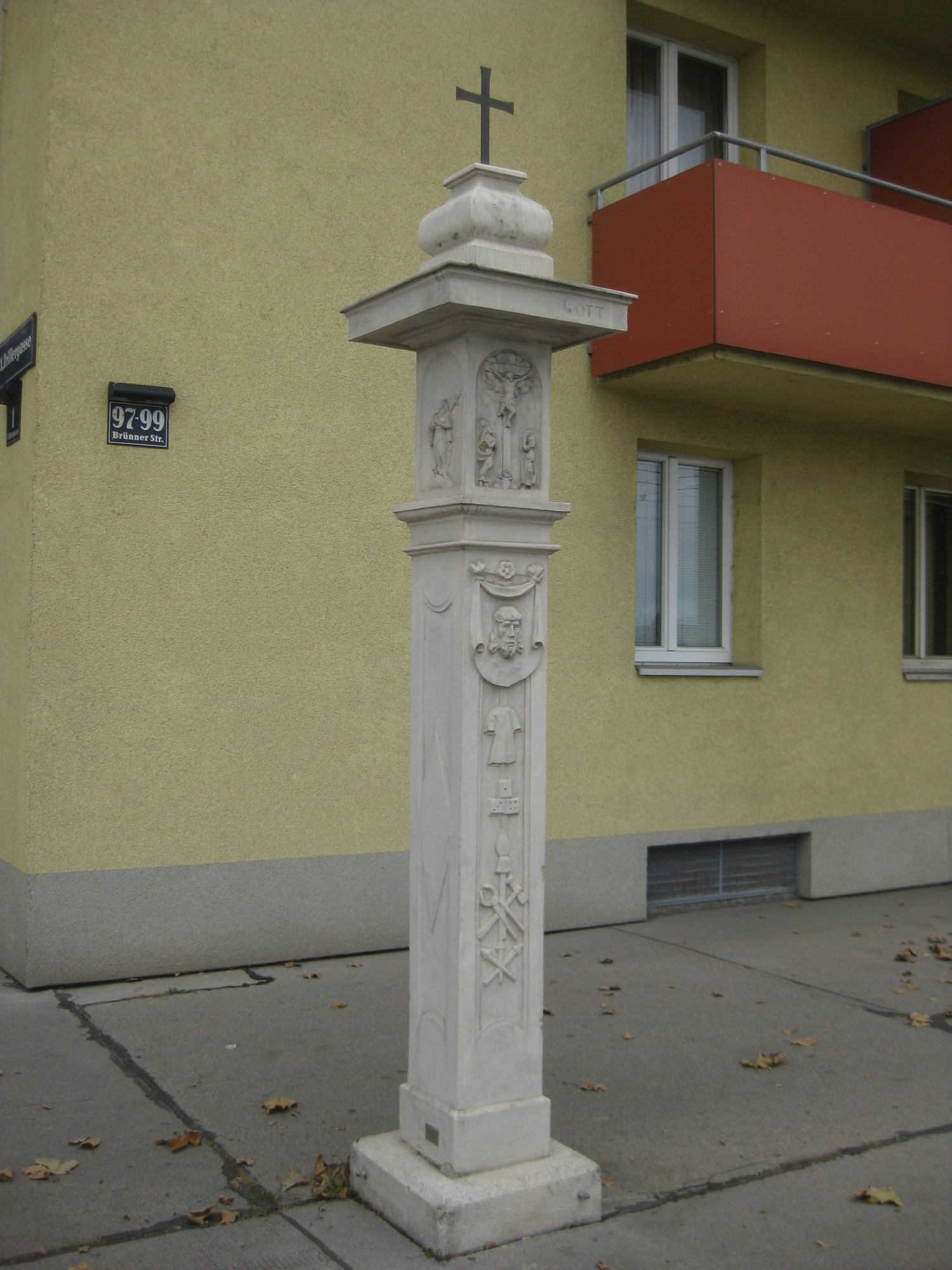
Bei Nr. 95: Trillerkreuz
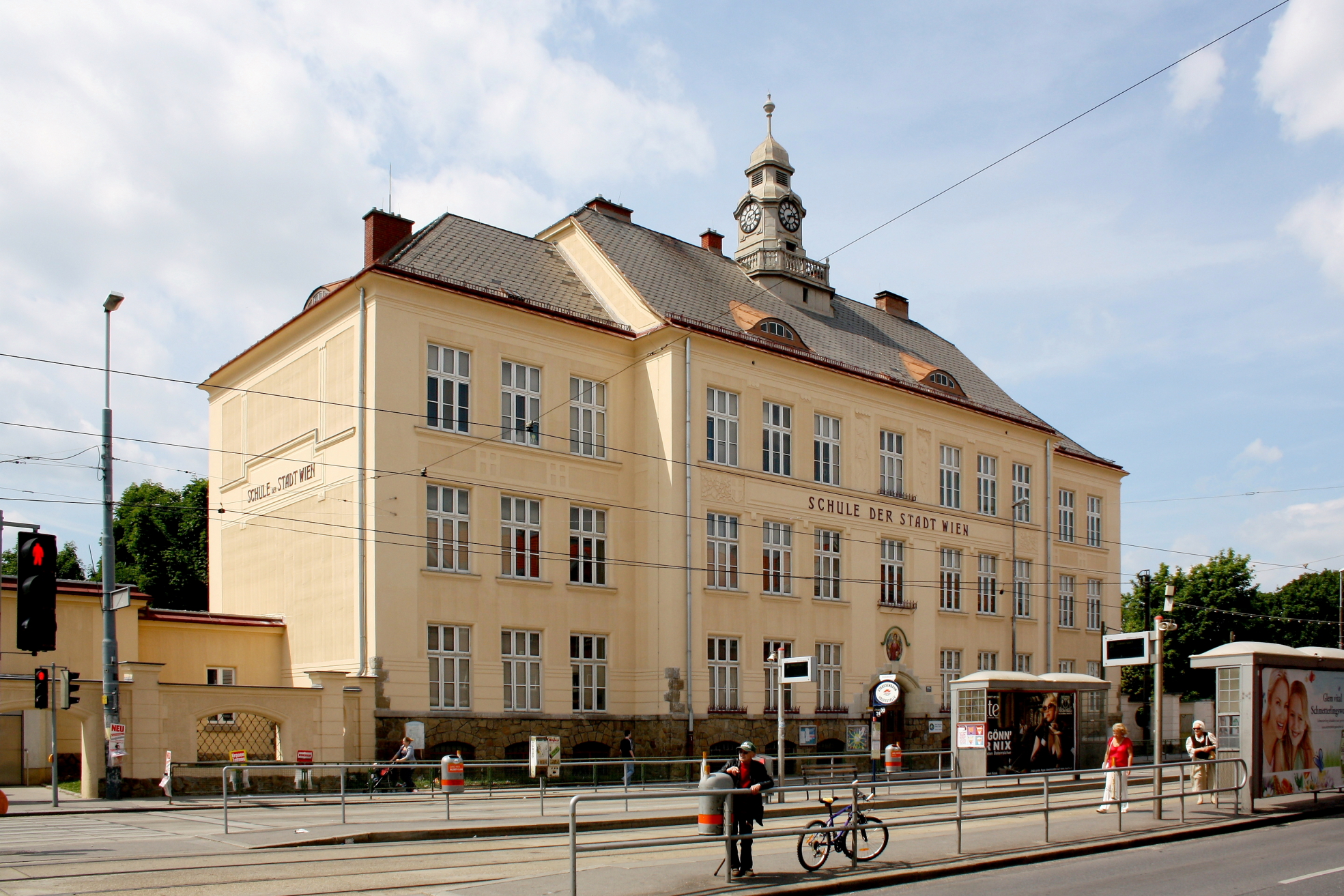
Nr. 139: Volksschule Großjedlersdorf
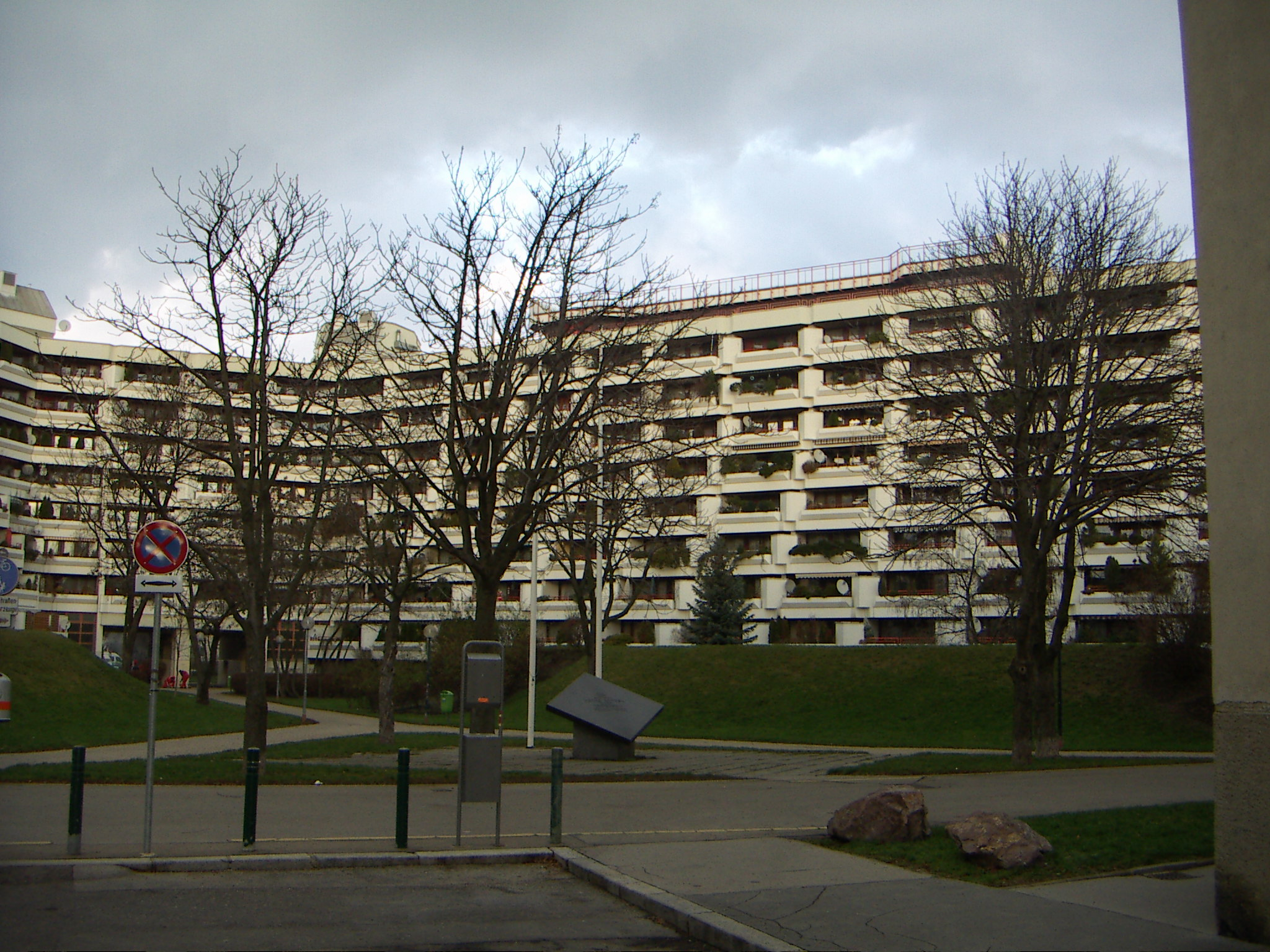
Nr. 140: Heinz-Nittel-Hof
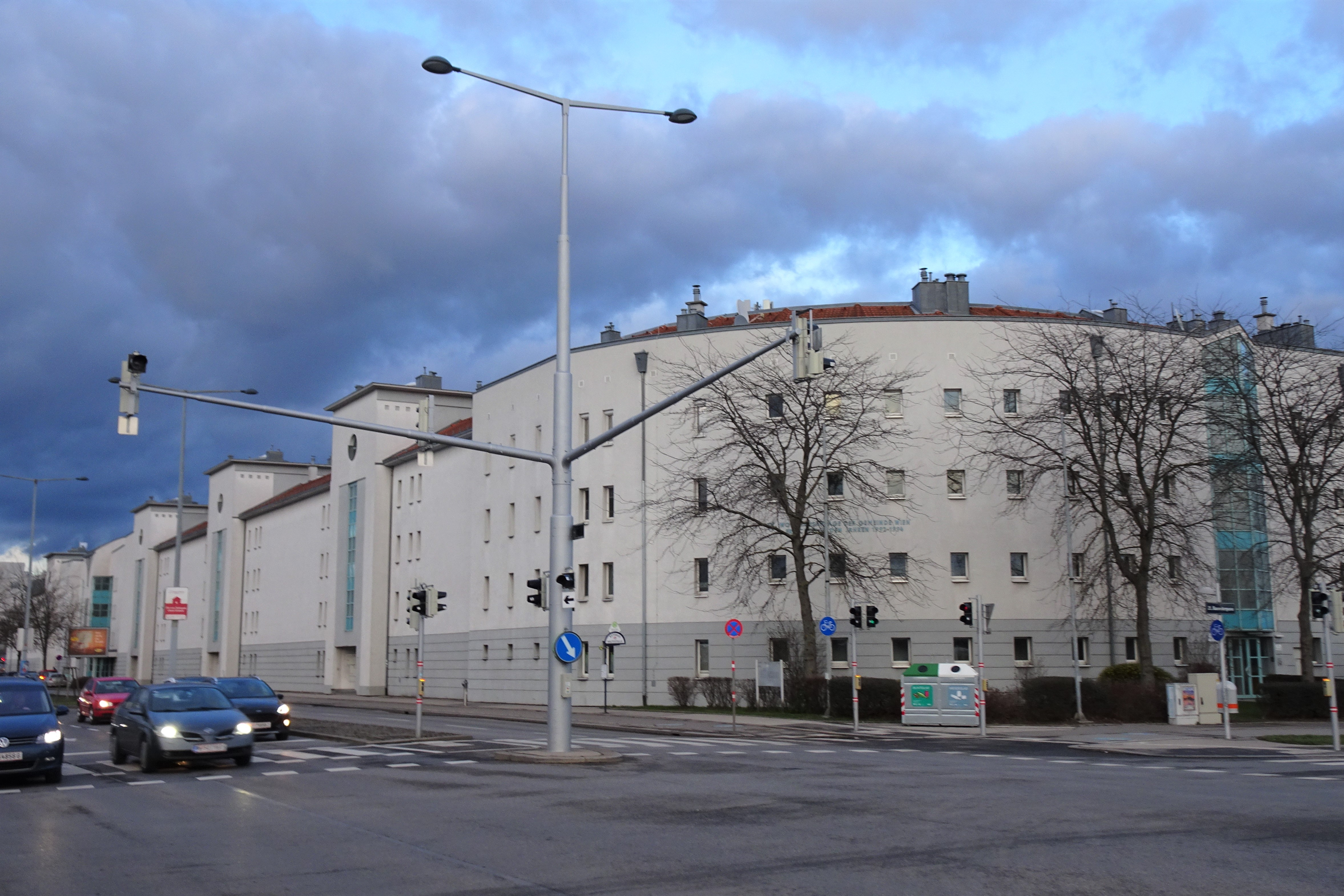
Nr. 188: Gemeindebau Ecke Hanreitergasse
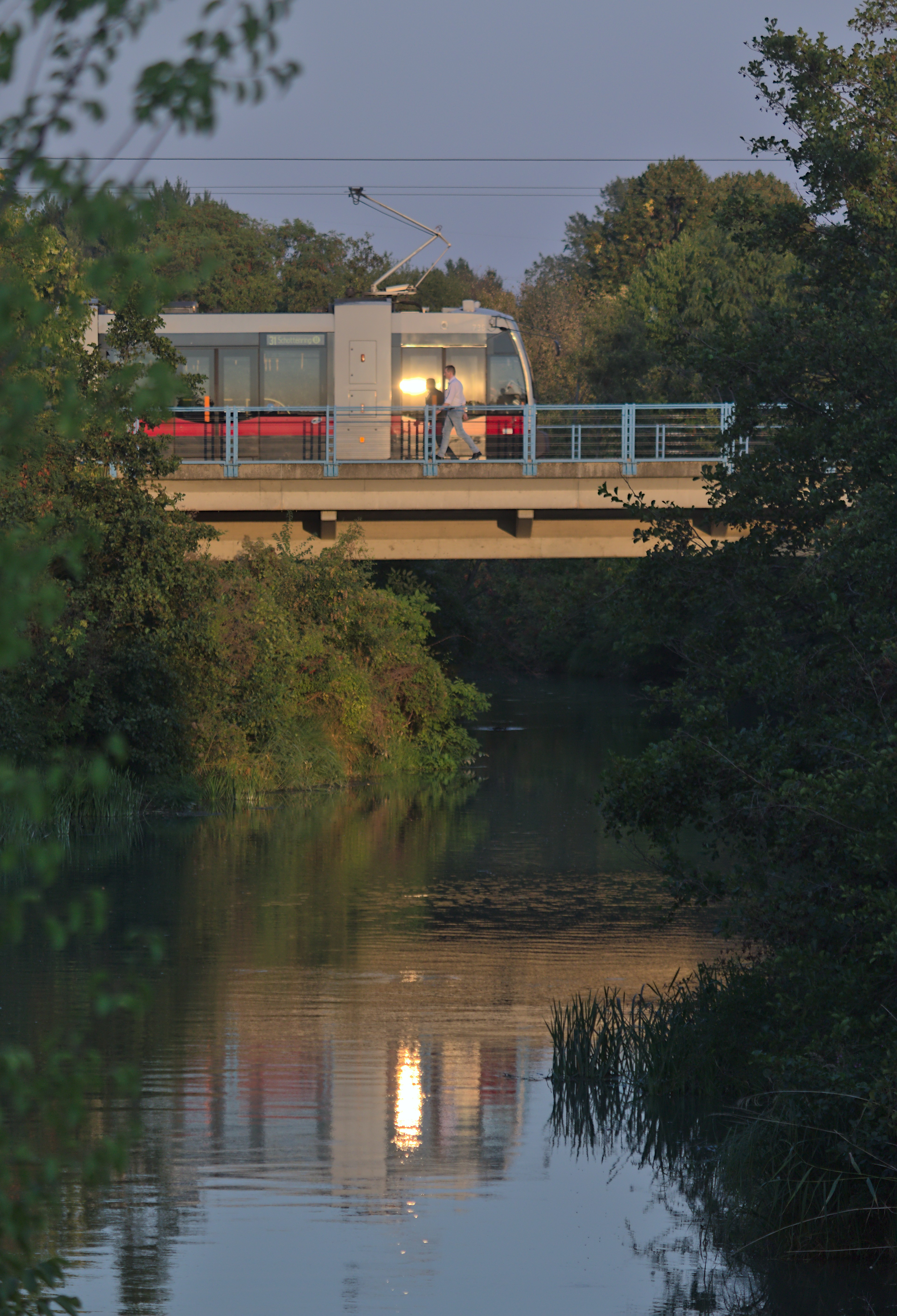
Brücke über den Marchfeldkanal
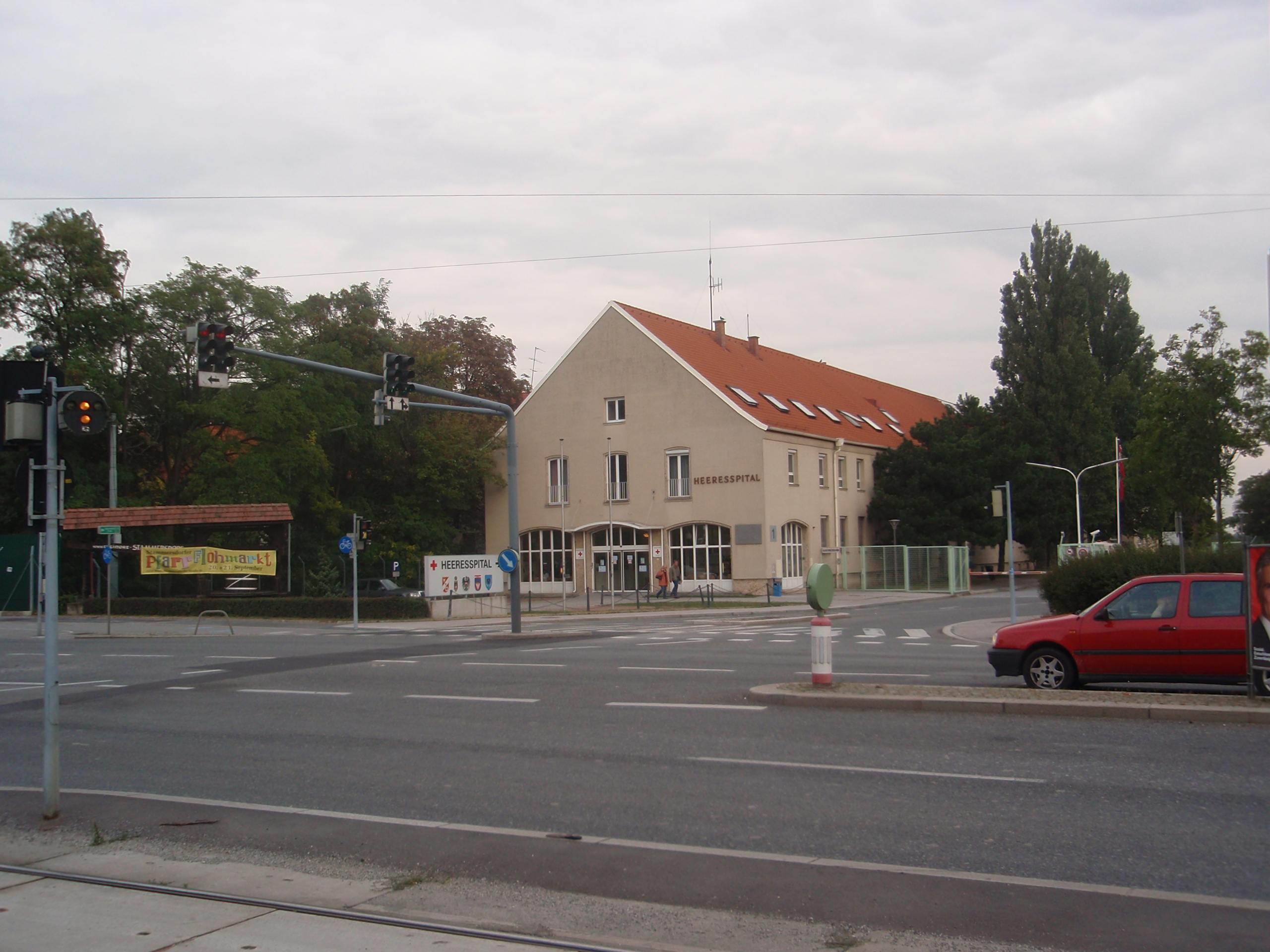
Nr. 238: Van-Swieten-Kaserne
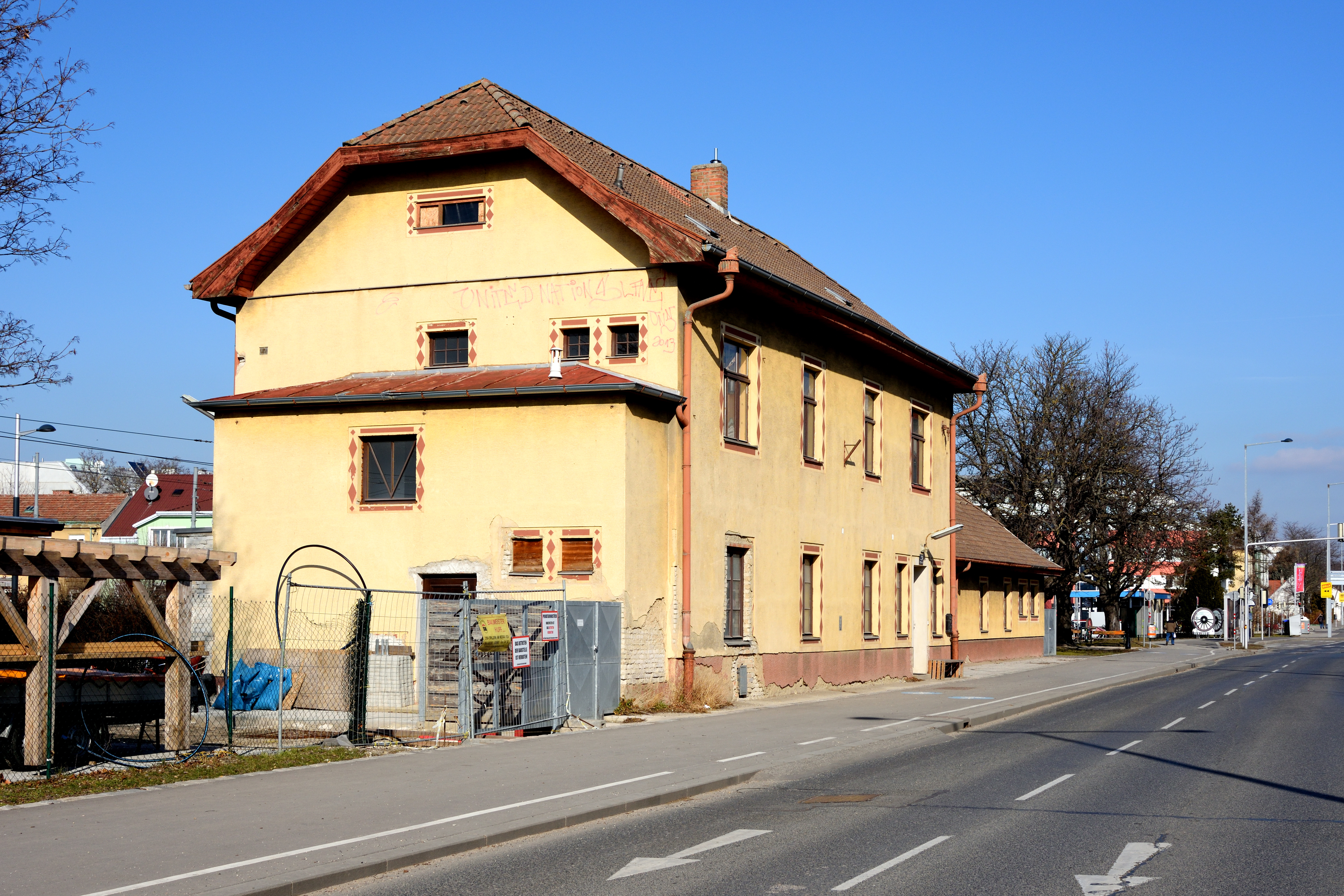
Nr. 239: Aufnahmegebäude des ehemaligen Bahnhofs Stammersdorf
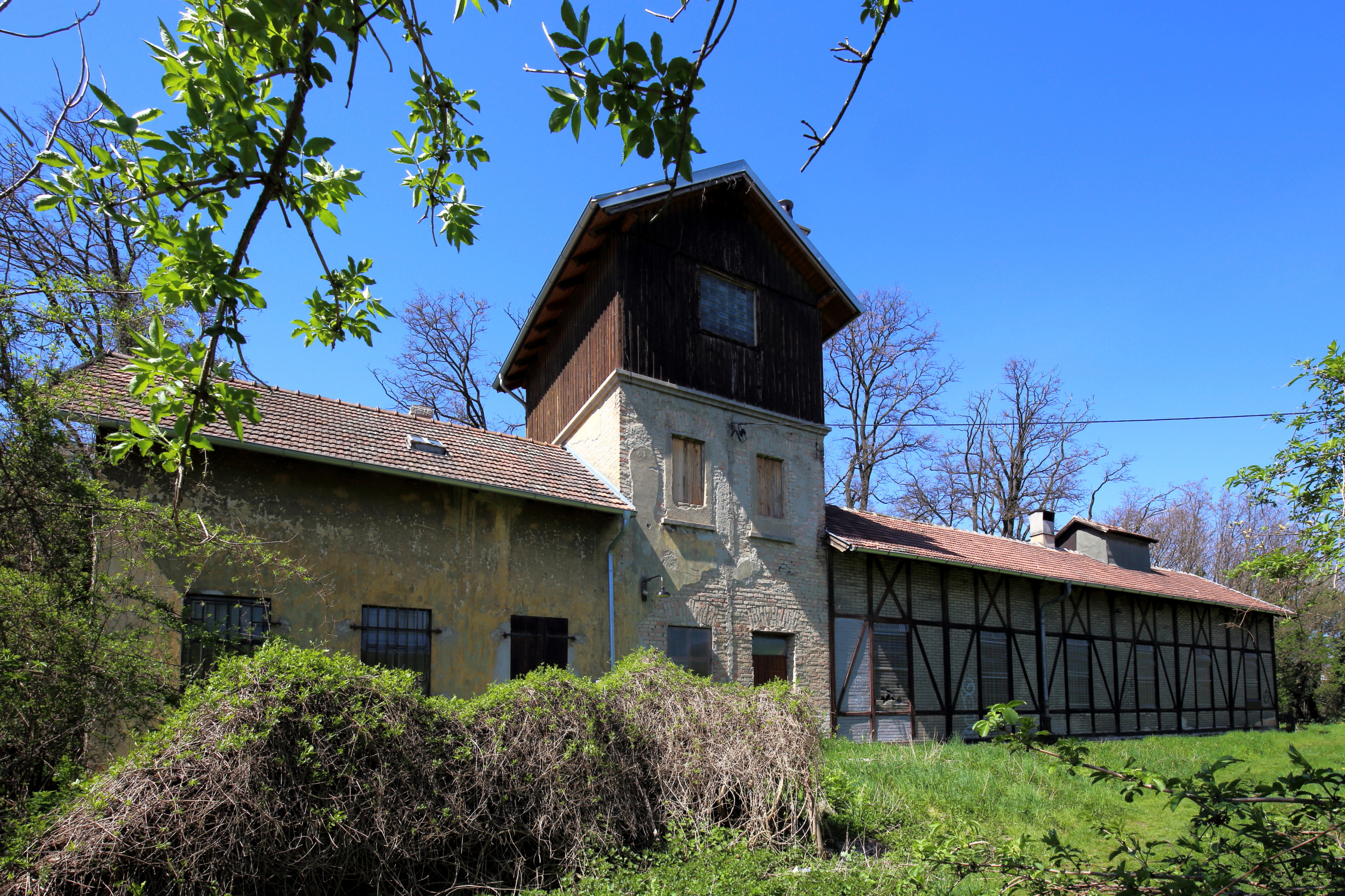
Lokschuppen des Bahnhofs
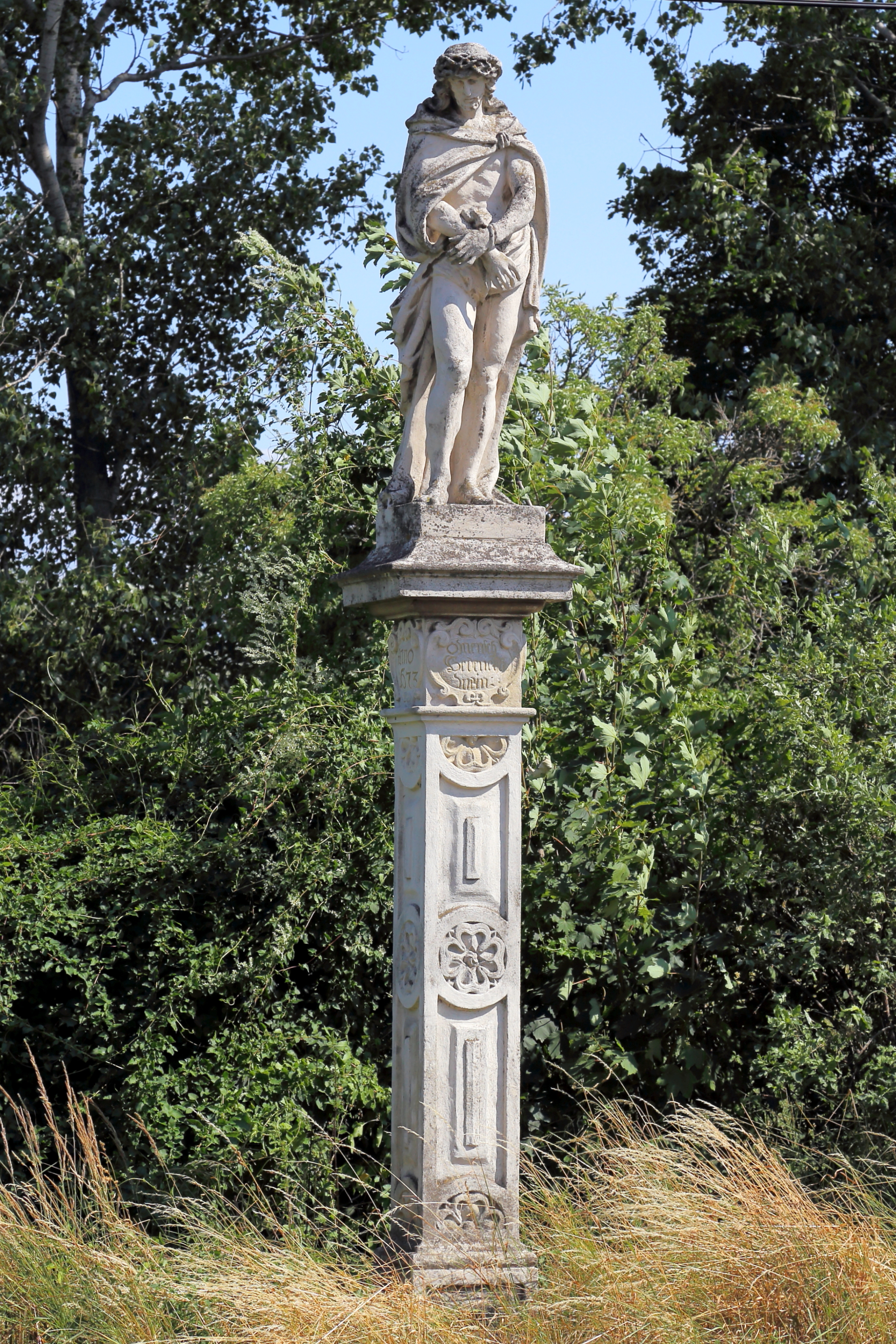
Bei Nr. 315: Bildsäule Schmerzensmann

### Verkehr

#### Individualverkehr
Auch nach Eröffnung der Wiener Nordrand Schnellstraße S2 und der Wiener Außenring Schnellstraße S1 ist die Brünner Straße eine wichtige Ausfallstraße aus bzw. Einfallstraße nach Wien, nicht zuletzt da die Nord/Weinviertel Autobahn A5, welche in Niederösterreich die Rolle der Brünner Straße B7 übernommen hat, erst ab der S1 bei Seyring beginnt. Sowohl über die Katsushikastraße als auch über die Lundenburger Gasse ist die Brünner Straße von der Nordbrücke A22 her zu erreichen. Die kreuzende Katsushikastraße ist Teil der Donau Straße B3, der kreuzende Straßenzug Lundenburger Gasse – Shuttleworthstraße Teil der Groß Jedlersdorfer Straße B229.
Die Brünner Straße ist breit angelegt und wird bis Stammersdorf über weite Strecken vierspurig geführt, zu einem guten Teil auch mit getrennten Richtungsfahrbahnen. Erst ab Stammersdorf geht sie in eine zweispurige Überlandstraße über. Ihrer Bedeutung entsprechend ist sie von Beginn an Teil der (ehemaligen Bundesstraße) Brünner Straße B7 und damit auch in Wien Hauptstraße B.
Für den Radverkehr gibt es von der Katsushikastraße bis zur Lundenburger Gasse – Shuttleworthstraße am rechten (östlichen) Straßenrand einen Radweg und am linken Rand einen durch Fahrbahnmarkierungen angelegten Mehrzweckstreifen. In weiterer Folge begleiten bis zur Gerasdorfer Straße keine Radverkehrsanlagen die Straße. Erst ab dort gibt es wieder einen Radweg rechts neben der Fahrbahn und ab der Hanreitergasse auch links wieder einen Mehrzweckstreifen, der außerhalb der hier in Seitenlage verlaufenden Straßenbahntrasse verläuft. Über die Brücke über den Marchfeldkanal führen auf beiden Seiten Radwege, von denen der linke nach der Brücke nach links in die Siedlung abbiegt, während sich der rechte bis zur Ebereschengasse (nach der Stammersdorfer Straße) fortsetzt. Auf der linken Seite beginnt ab der Peter-Berner-Straße wieder ein Radweg, der ab der Friedrich-Manhart-Gasse erst in die links von der ehemaligen Bahntrasse verlaufende Fahrbahn und in weiterer Folge auf die zum Radweg umgebaute Bahntrasse selbst verschwenkt.

#### Öffentlicher Verkehr
Am Anfang der Brünner Straße schwenkt die Trasse der Straßenbahnstrecke Schottenring–Stammersdorf aus der Schlosshofer Straße in die Straße ein und folgt ihr bis Stammersdorf durchwegs auf eigenem Gleiskörper, bis zur Gerasdorfer Straße in Fahrbahnmitte und danach in Seitenlage. Erst auf Höhe der Peter-Berner-Straße in Stammersdorf schwenkt die Trasse auf die andere Seite des ehemaligen Bahngeländes und endet dort in einer Schleife um einen Häuserblock. Neben der Linie 31, die bis zum Franz-Josefs-Kai (U-Bahn-Station Schottenring) führt, verkehrt zur Verstärkung bis zum Bahnhof Wien Floridsdorf auch die Linie 30.
Von der Frauenstiftgasse/Siemensstraße bis zur Carabelligasse verkehren auch die Autobuslinien 36A und 36B durch die Brünner Straße, die Linie 36B auch von der Katsushikastraße bis zur Trillergasse. Außerdem führen mehrere regionale Buslinien durch die Brünner Straße ins Umland. Umsteigemöglichkeiten gibt es an der Haltestelle Großjedlersdorf zu den Buslinien 30A, 31A, 36A und 36B, an der Hanreitergasse zu 32A und an der Frauenstiftgasse, der Gerasdorfer Straße, der Hanreitergasse sowie der Stammersdorfer Straße bzw. Johann-Weber-Gasse zu regionalen Autobuslinien.
Zugang zum schnellen Schienenverkehrsnetz besteht an der S-Bahn-Station Brünner Straße (bei der Klinik Floridsdorf) zu den S-Bahn-Linien S3 und S4.
Der Bahnhof Wien Floridsdorf mit Umsteigemöglichkeiten zu U- und S-Bahn sowie weiteren Autobus- und Straßenbahnlinien ist vom Anfang der Brünner Straße durch die Schlosshofer Straße knapp 250 Meter entfernt.